# Rötha
Rötha es un municipio situado en el distrito de Leipzig, en el estado federado de Sajonia (Alemania), a una altitud de 130 metros. Su población a finales de 2016 era de unos 6000 habitantes y su densidad poblacional, 130 hab/km².